# Појана (Бучум)
Појана (рум. Poiana) насеље је у Румунији у округу Алба у општини Бучум. Општина се налази на надморској висини од 1022 m.

## Становништво
Према подацима из 2011. године у насељу је живело 35 становника.